# Spanska trappan (TV-serie)
Spanska trappan, original Piazza di Spagna, är en italiensk TV-serie från 1992 i fem avsnitt. Serien utspelar sig kring Spanska trappan i Rom.
Spanska trappan visades i SVT1 sommaren 1993.

## Rollista (urval)
- Lorella Cuccarini – Annabella Morganti
- Grażyna Szapołowska – Armida De Tolle
- Ethan Wayne – Arnaldo Bandini
- Désirée Becker – Erica Cascone
- Lorenzo Flaherty – Bobby Cascone
- Andrea Giordana – Eugenio Nasso
- Fabio Testi – Claudio Petroni
- Serena Grandi – Margherita Morganti